# Grammitis viridula
Grammitis viridula là một loài dương xỉ trong họ Polypodiaceae. Loài này được Alderw. Parris mô tả khoa học đầu tiên năm 1980.